# Radiolisi
In chimica, la radiolisi rappresenta la scissione di uno o più legami causata da radiazioni ionizzanti. Si differenzia dalla fotolisi in quanto quest'ultima sfrutta luce visibile o ultravioletta.
L'utilizzo della radiolisi a impulsi, tecnica che permette di generare reazioni veloci, trova utilizzo nello studio dei processi in cui è implicata la formazione di radicali liberi.

## Radiolisi dell'acqua
La radiolisi dell'acqua, la cui comprensione permette di valutare il danno arrecato alle cellule in seguito all'esposizione alle radiazioni, è una complessa cascata di reazioni che porta alla produzione, attraverso specie ioniche e radicaliche intermedie, di composti ad elevato potere ossidante quali il perossido di idrogeno (H2O2) e il superossido di idrogeno (HO2).
Dal punto di vista tecnico, invece, la radiolisi dell'acqua viene messa nella dovuta attenzione nella progettazione dei reattori ad acqua leggera in quanto le specie prodotte dall'irraggiamento possiedono un potenziale corrosivo nei confronti delle tubazioni del circuito interno di raffreddamento.
In forma compatta, la radiolisi dell'acqua può essere scritta come:
{\displaystyle {\ce {H2O\;->[{\text{Radiazione Ionizzante}}]\;e_{aq}^{-},HO*,H*,HO2*,H3O^{+},OH^{-},H2O2,H2}}}

## Applicazioni

### Produzione di idrogeno
Nell'ottica dell'economia a idrogeno, un oggetto di studio riguarda l'applicazione della radiolisi dell'acqua come metodo alternativo per la produzione di idrogeno. L'utilizzo di supporti solidi quali quelli a base di SiO2, ZrO2 o TiO2 risulta in un miglioramento dell'efficienza del processo.

### Radioterapia
Quando radiazioni ionizzanti attraversano un corpo, interagiscono con gli atomi e le molecole nelle cellule (composte principalmente da acqua) dando il via ad una serie di reazioni che producono radicali liberi e molecole in grado di diffondere abbastanza da raggiungere il DNA e danneggiarlo indirettamente attraverso reazioni chimiche . Il danneggiamento del DNA può causare ad esempio la morte della cellula interessata e pertanto portare alla distruzione del tumore.